# Řády, vyznamenání a medaile Andorry

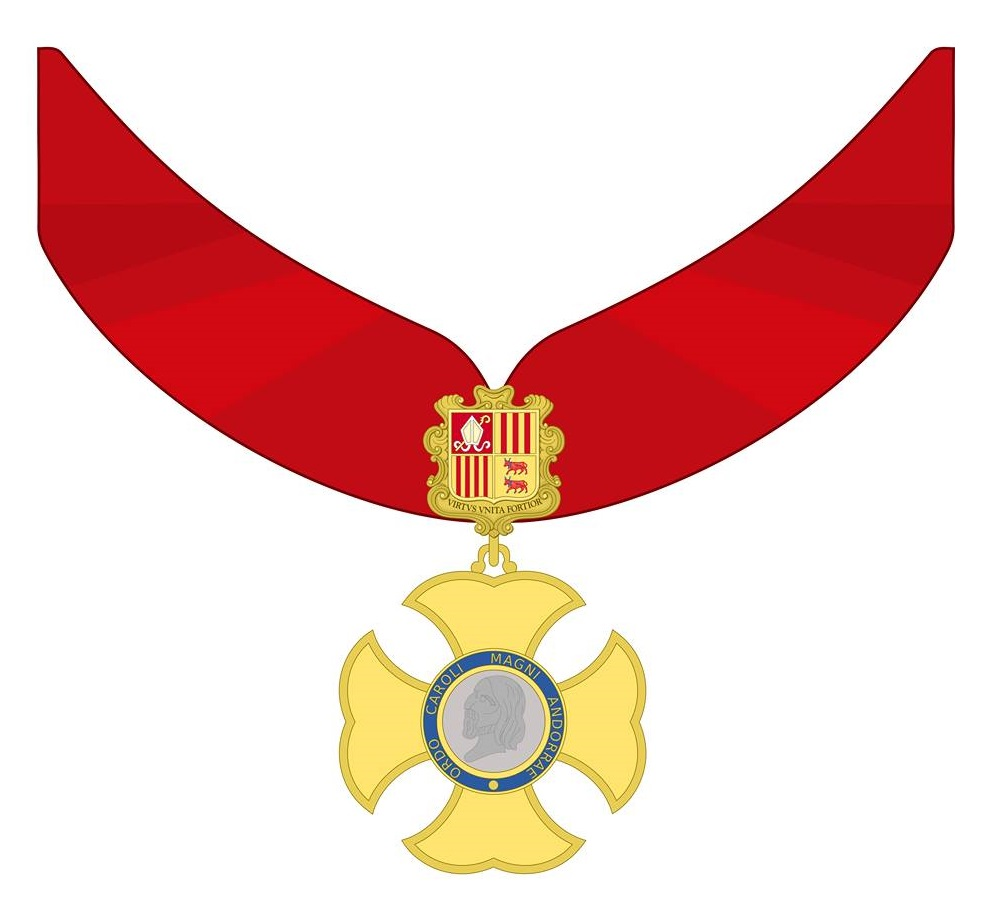
Řád Karla Velikého

Systém státních vyznamenání Andorry se začal vyvíjet v roce 2007 a jeho vývoj nebyl stále ukončen.

## Historie
Andorrské knížectví zahájilo vývoj svého systému státních vyznamenání v roce 2007, a to prostřednictvím konsolidačního dekretu ze dne 12. září 2007 a prováděcího ministerského dekretu ze dne 7. prosince 2007. Těmito předpisy byl zřízen i Řád Karla Velikého. V dalších letech byl systém státních vyznamenání Andorry v roce 2011 rozšířen o medaile a ocenění pro městské stráže v zemi.
Tento systém byl vzhledem k mnoha chybám reformován andorrským faleristikem Espinetou Ariasem prostřednictvím technické zprávy, která byla implementována v roce 2015 a změnila protokol a vzhled většiny vyznamenání. Následně byly koncem roku 2015 a začátkem roku 2016 revidovány předpisy všemi farnostmi. V květnu 2016 došlo k prvnímu slavnostnímu předávání ocenění.

## Řády
- Řád sedmi zbraní[3]
- Řád Karla Velikého[3]

## Medaile a vyznamenání
- Kříž městské stráže za profesionální zásluhy
- Medaile městské stráže za 25 let služby
- Medaile městské stráže za 20 let služby
- Medaile městské stráže za 15 let služby
- Medaile za 25 let služby v Canillu
- Medaile za 25 let služby v Encampu
- Medaile za 25 let služby v Ordinu
- Medaile za 25 let služby v La Massaně
- Medaile za 25 let služby v Andorra la Vella
- Medaile za 25 let služby v Sant Julià de Lòria
- Medaile za 25 let služby v Escaldes-Engordany
- Medaile za 25 let služby u hasičského sboru Andorrského knížectví